# Sebastián Ligarde
Amedee Gerardo Ligarde Mayaudon (Puebla de Zaragoza, 26 de enero de 1954), de nombre artístico Sebastián Ligarde, es un actor mexicano.

## Biografía
De padre y madre mexicanos, comenzó su carrera en la obra de teatro Los ojos del hombre en 1974. En cine debutó en la película Supervivientes de los Andes en 1976. Allí ha hecho más de 90 películas y 25 telenovelas.
Obtuvo el papel de Luis en la telenovela Marionetas, pero fue despedido de la producción antes de que saliera al aire. Posteriormente debutó en la telenovela Pobre juventud, pero su consagración llegaría en 1987 por su recordado papel del villano Memo en la exitosa telenovela Quinceañera, actuación por la cual, ganó el premio TVyNovelas a mejor villano.
La última telenovela en la que participó recientemente fue Pecados ajenos, del 2007, interpretando el papel de Manuel.
En el 2009, Ligarde anunció que se retiraría de la actuación pues declaró estar cansado de hacer papeles de relleno en telenovelas. También declaró que se dedicaría al taller de actuación que imparte en Miami. Pero regresó en el 2014 con una miniserie llamada Demente criminal, donde es el protagonista junto a la actriz Lorena Rojas. Ligarde también apareció en el 2015 en Nuestra Belleza Latina, actuando junto a una de las concursantes.
En el 2013 hizo pública su homosexualidad en una entrevista publicada en la revista TVyNovelas y reveló que llevaba más de veinte años en una relación estable. Se animó para hacer tal anuncio con el ejemplo del cantante puertorriqueño Ricky Martin, quien salió del armario en el 2010.

## Trayectoria

### Televisión
- Luz de esperanza (2023-2024) como Adan Cruces Manrique
- Luz de luna (2023) como Adan Cruces Manrique[8]
- Nuestra Belleza Latina (2017) haciendo aparición especial.
- Demente criminal (2015) como Raimundo Acosta Sandoval.
- Pecados ajenos (2007-2008) como Manuel.
- Acorralada (2007) como Abogado Borges.
- Mi vida eres tú (2006) como Alan Robinson / George Smith.
- Olvidarte jamás (2006) como Gonzalo Montero.
- Tormenta de pasiones (2004-2005) como Mauricio Miranda.
- Belinda (2004) como Adolfo Semprum.
- Salomé (2001-2002) como Diego Duval.
- Primer amor (2000-2001) como Antonio Iturriaga Riquelme.
- La casa en la playa (2000) como Salvador Villarreal.
- Vivo por Elena (1998) como Ernesto De Los Monteros.
- Tú y yo (1996-1997) como Arturo Álvarez.
- María la del barrio (1995-1996) como Licenciado Gonzalo Dorantes.
- Prisionera de amor (1994) como Gerardo Ávila
- Entre la vida y la muerte (1993) como Licenciado Andrés del Valle.
- En carne propia (1990-1991) como Abigail Jiménez.
- Lo blanco y lo negro (1989) como Andrés de Castro.
- Quinceañera (1987 - 1988) como Guillermo "Memo" López.
- Pobre juventud (1986) como Freddy.

### Cine
- Desnudos (2004) como Doctor.
- Reclusorio III (1999).
- Cuentas claras (1999) como Erick Solana.
- El agente Borrego (1999) como Rubén.
- Ambición mortal (1997).
- Tormenta de muerte (1997).
- El rigor de la ley (1996).
- Trébol negro (1996) como Jairo.
- Los cómplices del infierno (1995).
- Esclavos de la pasión (1995).
- Eva secuestrada y Adán... ¡como si nada! (1995) como Adán.
- Las nueve caras del miedo (1995) como Ceviche.
- La ley del cholo (1995).
- Venganza mortal (1995) como Alejandro.
- Deseo criminal (1995) como Alfredo Hernández.
- Las pasiones del poder (1994) como Alonso Miranda.
- Las esclavas del sadismo (1994).
- La perversión (1994).
- Justicia (1994) como Arturo Pérez.
- Círculo del vicio (1993)
- Se equivocó la cigüeña (1993) como Freddy.
- El asesino del zodiaco (1993) como Arturo.
- Obsesión de matar (1993).
- Infancia violenta (1993)
- Entre el amor y la muerte (1993).
- Comando terrorista (1992) como Amid.
- El tigre de la frontera (1992).
- Por un salvaje amor (1992).
- El sacristán del diablo (1992) como Pedro.
- Cazador de cabezas (1992)
- Supervivencia (1992) como McCoy.
- Verano peligroso (1991) como Mario Rosadón.
- La tentación (1991) como Gato.
- La pareja perfecta (1991) como Francisco Oceguera.
- A golpe de hacha (1991).
- Ritmo, traición y muerte: La cumbia asesina (1991) como El Drácula.
- Justicia de nadie (1991).
- Frontera roja (1991).
- Jack el vigilante (1991).
- El homicida (1990).
- El despiadado (1990).
- Traficantes de niños (1990).
- La secta de la muerte (1990).
- Atrapados en la coca (1990).
- La guerra de los bikinis (1990).
- La ley de las calles (1989) como Juan Carlos.
- Apuesta contra la muerte (1989) como Mario.
- Relajo matrimonial (1988).
- Misión... matar (1987) como secretario.
- Lamberto Quintero (1987) como Óscar Balderrama Junior.
- En alas de las águilas (1986) como First Aid.
- Alfred Hitchcock presenta (1985) (Capítulo: Breakdown) como Tim.
- Remo, desarmado y peligroso (1985) como Soldado Johnson.
- Chido Guan, el tacos de oro (1985).... Wilfredo Sherman.
- Jóvenes comandos (1984) como Lt. Calden
- Antonieta (1982) como esposo norteamericano.
- El triunfo de un hombre llamado Caballo (1982) como Mullins.
- Verano salvaje (1980).
- Longitud de guerra (1976) como Erasmo Calderón.
- Supervivientes de los Andes (1976) como Felipe.

## Premios y nominaciones
Diosas de plata (1990).

### Premios ACE1992
| Categoría                   | Telenovela      | Resultado |
| --------------------------- | --------------- | --------- |
| Mejor Coactuación Masculina | En carne propia | Ganador   |

### Premios TVyNovelas
| Año  | Categoría     | Telenovela                | Resultado |
| ---- | ------------- | ------------------------- | --------- |
| 1994 | Mejor villano | Entre la vida y la muerte | Ganador   |
| 1988 | Mejor villano | Quinceañera               | Ganador   |